# 川谷村 (新潟県中頸城郡)
川谷村（かわだにむら）は、かつて新潟県中頸城郡にあった村。

## 沿革
- 1873年（明治6年）9月 - 七大区のうち小七区となる。戸数117戸。
- 1875年（明治8年）9月 - 上川谷地蔵堂内に学校を開校する。
- 1883年（明治16年）1月1日 - 人口711人、戸数123戸。
- 1884年（明治17年）7月 - 戸長役場を尾神村に置く。
- 1889年（明治22年）4月1日 - 町村制施行に伴い中頸城郡川谷村、名木山村、石谷村、尾神村（一部）が合併し、川谷村が発足。
- 1901年（明治34年）11月1日 - 中頸城郡水源村（一部）、上吉川村（一部）と合併し、源村となり消滅。

## 村内の小字

### 上川谷
- 越道（こえど）
- 中越道
- 関門
- 赤坂
- 庚塚（かのづか）
- 横道原
- ツブレ沢
- モギ平
- 城ヶ沢
- 桜坂
- 中村
- 釜場坂
- 中屋敷
- 大石ヶ平
- 岩戸
- 出合
- 高稲場
- 中道
- 深沢倉
- 諏訪林
- 石畑
- 岩野坂
- 下戸
- 七曲坂
- 堂ノ上
- 深沢
- 北向
- 西ヶ峰
- 崩沢
- ぬけ山
- 久保
- 前田
- 中そね
- 宮ノ入
- 清水平
- 角間沢
- 風切

### 下川谷
- 大向い
- 西向い
- 平坪

## 村の食生活
1592年（文禄2年）の御検地（太閤検地）によると、川谷は美守郷に属し人口は309人。縄高（村内の米の生産高）は55石3斗1升9合で、本納（年貢高）は13石3斗2升3合6勺であった。仮に4斗俵に換算すると、約138俵を生産し33俵余りを上納することから、残りの105俵で309人の村人（一人あたり約136合）が1年間生活しなければならない。川谷村の百姓がいかに苦しい生活をしたかが計り知れる。
古老の話によると、明治半ばの頃は米七分と粟三分ほどを混ぜ、大根を刻んで炊いた粟飯を主食とした。漬け物は大根をぬか漬けにしてたくあんとし、野菜は塩漬けとし、味噌漬けは高級であった。また、味噌をこして汁として「すまし」を作り、醤油代わりとして日常用いたという。

## 村内の寺社

### 上川神社
1878年（明治11年）4月に告布された祠堂合祀令を受け、神明社（祭神は天照皇太神）、上川谷字中屋敷に鎮まる上川谷八幡社（祭神は誉田別尊で、若井氏および田辺氏の氏神）、上川谷字諏訪林に鎮まる諏訪社（祭神は建御名方命で、宮川氏の氏神）、上川谷字深沢に鎮まる春日社（祭神は天児屋根命で、塩崎氏の氏神）の四社を合併の上、春日社の社地へ上川神社と改称することを許可されたい旨を1907年（明治40年）9月11日に新潟県知事に提出し、許可を得て上川谷字深沢に社殿を造営した。
造営に際しては、三柱を字越道の若井家敷地に假遷座し、1909年（明治42年）3月に遷座式を挙行した。

### 熊野三社
字城ヶ沢の山腹に鎮座する。創建年代は明らかでないが、1683年（天和3年）の川谷村御検地水帳によると、五畝歩の境内に「宮建て之れ有り」とある。奥ノ院には「熊野修験神像」が安置されており、両手は前で供手して結び、熊野修験特有の兜巾形をした三角帽の宝冠を覆っている。また、拝殿に掲げられてある「熊野三者の神縁」は正二位伯爵金子堅太郎が謹書したものである。

### 地蔵堂
1683年（天和3年）の川谷村御検地水帳には「右木建古相見、除地粉無之ニ付、吟味之上除之（境内には杉など古い木立が見られ、お堂が建っていて、村内でこれを守っているので、前々から御年貢を除かれていたというのはよく調べた上間違いないので、年貢上納は除きます、の意）」と記録されている。天和検地の前は1598年（慶長3年）に堀氏が行った検地であり、少なくとも慶長年間には御除地となっていたと考えられ、地蔵堂の創立は相当の古さがうかがえる。
1875年（明治8年）9月には堂の半分に修学の場を設け、川谷村第二十七小学校区の分校が開校している。

### 法西寺（ほうさいじ）
松浦彦兵衛の弟の甚太郎を開基とする浄土真宗大谷派（東本願寺）の寺院で、寺格は餘間。甚太郎が教如証人の弟子となり、法西の名を賜った。1593年（文禄3年）に阿弥陀如来像を授かり帰国し、小庵を建て霊室に安置したことに始まる。第十二代住職の雄貫氏が1924年（大正13年）に群馬県渋川市で正蓮寺を開く。

### 黒姫社跡
下川谷字平坪の地にあり、境内には欅の老樹がうっそうと繁みをなしていたと古老は伝えていた。長島氏の氏神として崇敬され、祭神は水都波売能売命をまつり、長島小平太ヱ門の祖が勧請したと伝えられる。
1903年（明治36年）東京彰星堂宇建立に際し大欅を寄進し、その後に熊野三社に合祀された。そのため、境内に残っていた樹木は伐採しており、現在は社の跡形も見られない。

## 桜坂峠の口留番所
桜坂峠には口留番所が設置されていた。昼は二人、夜は四人で村人が交代で警護の任につき、保倉村、魚沼郡、刈羽郡方面に行く人々の取り締まりに当たった。